# Dělení polynomu polynomem
Dělení polynomu polynomem se zbytkem je algoritmus dělení polynomu {\displaystyle f(x)} polynomem {\displaystyle g(x)}, kde stupeň {\displaystyle g(x)} je stejný nebo menší než stupeň {\displaystyle f(x)}. Algoritmus je podobný algoritmu dělení se zbytkem.
Mějme dva polynomy {\displaystyle f(x)} a {\displaystyle g(x)}, kde {\displaystyle g(x)} je nenulový. Pak existují polynomy {\displaystyle r(x)} a {\displaystyle z(x)} takové, že
{\displaystyle f(x)=r(x)g(x)+z(x)} a {\displaystyle st(z)<st(g)}.
Tyto polynomy jsou určeny jednoznačně. Polynomu {\displaystyle r(x)} se říká částečný podíl, polynom {\displaystyle z(x)} je zbytek při dělení polynomu {\displaystyle f(x)} polynomem {\displaystyle g(x)}.

## Stupeň polynomu
Stupeň nulového polynomu je roven -1, stupeň nenulového polynomu je roven největšímu {\displaystyle n} takovému, že {\displaystyle a_{n}} je nenulové. Stupeň polynomu {\displaystyle f(x)} značíme {\displaystyle st(f)}.

## Algoritmus dělení polynomů
Algoritmus pro výpočet podílu a zbytku pracuje podobně jako algoritmus pro dělení čísel zapsaných v nějaké soustavě: postupně se dělí nejvyšší člen dělence, vypočítává se prozatímní zbytek a postup se pro něj opakuje, dokud se buď nezastavíme u nejmenšího členu, kde dělení dává smysl, nebo nenajdeme výsledek s nulovým zbytkem.
Ukažme si například, že
{\displaystyle {\frac {x^{3}-12x^{2}-42}{x-3}}=x^{2}-9x-27-{\frac {123}{x-3}}.}
Částečný podíl a zbytek po dělení lze nalézt v průběhu provádění následujících kroků:
1. Vydělíme první člen prvního polynomu prvním členem druhého polynomu, umístíme výsledek pod čarou {\displaystyle \left(x^{3}/x=x^{2}\right)}.
{\displaystyle {\begin{matrix}x^{3}-12x^{2}+0x-42{\underline {\vert x-3}}\\\qquad \qquad \qquad \quad \;\vert x^{2}\\\end{matrix}}}
2. Vynásobíme dočasný výsledek s dělitelem. Zapíšeme výsledek pod první polynom {\displaystyle \left(x^{2}\cdot \left(x-3\right)=x^{3}-3x^{2}\right)}.
{\displaystyle {\begin{matrix}x^{3}-12x^{2}+0x-42{\underline {\vert x-3}}\\x^{3}\;\;-3x^{2}\qquad \qquad \;\;\vert x^{2}\quad \;\\\end{matrix}}}
3. Odečteme získaný výsledek z kroku 2 od celého prvního polynomu, zapíšeme výsledek pod čarou {\displaystyle \left(x^{3}-12x^{2}+0x-42-\left(x^{3}-3x^{2}\right)=-9x^{2}+0x-42\right)}.
{\displaystyle {\begin{matrix}x^{3}-12x^{2}+0x-42{\underline {\vert x-3}}\\{\underline {x^{3}\;\;-3x^{2}\qquad \qquad \;\;}}\vert x^{2}\quad \;\\-9x^{2}+0x-42\;\;\end{matrix}}}
4. Opakujeme všechny předchozí kroky používajíce jako dělenec výraz pod čarou.
{\displaystyle {\begin{matrix}x^{3}-12x^{2}+\;\;0x-42\vert x-3\quad \\{\underline {x^{3}\;\;-3x^{2}\qquad \qquad \;\;\;\;}}{\overline {\vert x^{2}-9x}}\\-9x^{2}\;\;+0x-42\quad \;\;\\{\underline {-9x^{2}+27x\qquad \;}}\quad \;\;\\\quad \;-27x-42\end{matrix}}}
5. Opakujeme krok 4.
{\displaystyle {\begin{matrix}x^{3}-12x^{2}+\;\;0x-42\vert x-3\qquad \quad \;\\{\underline {x^{3}\;\;-3x^{2}\qquad \qquad \;\;\;\;}}{\overline {\vert x^{2}-9x-27}}\\-9x^{2}\;\;+0x-42\qquad \quad \;\;\;\\{\underline {-9x^{2}+27x\qquad \;}}\qquad \quad \;\;\;\\-27x-42\quad \\{\underline {-27x+81}}\quad \\\quad \;-123\end{matrix}}}
6. Algoritmus zde končí.
Znamená to, že polynom {\displaystyle r(x)=x^{2}-9x-27} je částečný podíl a {\displaystyle z(x)=-123} je zbytek po dělení.

### Další algoritmy
Jako alternativa se dá použít Hornerova schématu, které je efektivnější.

## Dělitelnost polynomů
Jestliže zbytek při dělení polynomu {\displaystyle f(x)} polynomem {\displaystyle g(x)} je nulový polynom, říkáme, že polynom {\displaystyle g(x)} dělí polynom {\displaystyle f(x)}, nebo že polynom {\displaystyle f(x)} je dělitelný polynomem {\displaystyle g(x)}, nebo také, že polynom {\displaystyle g(x)} je dělitelem polynomu {\displaystyle f(x)}.

## Kořen polynomu
Prvek {\displaystyle a} se nazývá kořen polynomu {\displaystyle f(x)}, jestliže platí {\displaystyle f(a)=0}. Prvek a je kořenem polynomu {\displaystyle f(x)} právě tehdy, když polynom {\displaystyle (x-a)} dělí polynom {\displaystyle f(x)}.

## Praktické použití
Algoritmus se používá například při integrování racionálních lomených funkcí, když se počítá rozklad na parciální zlomky.